# Bååt
Bååt er en svensk middelalderlig adelsslægt, svensk uradel, som formodentlig har samme oprindelse som slægten Bonde, da begge fører samme våben og slægtsmedlemmerne i ældre tid kaldte hinanden for frænder.
Som slægtens stamfar regnes sædvanligvis ridder og rigsråd Peter Jonsson, med tilnavnet Bonde, som levede i midten af 1300-tallet. Han antages at have været far til det første sikkert kendte medlem af slægten, Jon Petersson (Bååt). Karl, biskop i Linköping år 1307, død 6. juli 1338, tilhørte muligvis samme slægt.
En søn til Peters broder Sune Jonsson var jarlen Erengisle Sunesson.
På Gustav Vasas tid var en Henrik Erlandsson, sønnesøns sønnesøn til Peder Jonsson, medlem af rigsrådet. Fra Henriks broder Peder Erlandsson nedstammer den slægt som i 1600-tallet tog navnet Bååt og blev introduceret på Riddarhuset. Peders ætlinge i fjerde led, brødrene Seved Bååt og Nils Bååt, generalmajor og guvernør i Riga (f. 1617, d. 1659), ophøjedes 1650 til friherrer. Carl Gabriel Bååt var 1678-1679 vicelandshøvding i Uppsala.
Slægten uddøde på sværdsiden 1698.

## Bådvåbnet
I middelalderen førtes bådvåbnet, med eller uden heraldiske tilføjelser, af flere personer og slægter, hvis indbyrdes slægtskab man ikke kender, eksempelvis slægterne Hjärne og Svarte skåning, nogle personer med tilnavnet Bogher samt en ridder Magnus Birgersson, som blandt de svenske rigsråder i 1434 underskrev opsigelsesbrevet til Erik af Pommern. En ritmester Lennart Nilsson, som 1629 blev introduceret på Riddarhuset, førte ligeledes slægtens våben og kaldte sig Bååt.